# Ligne 285 (Infrabel)

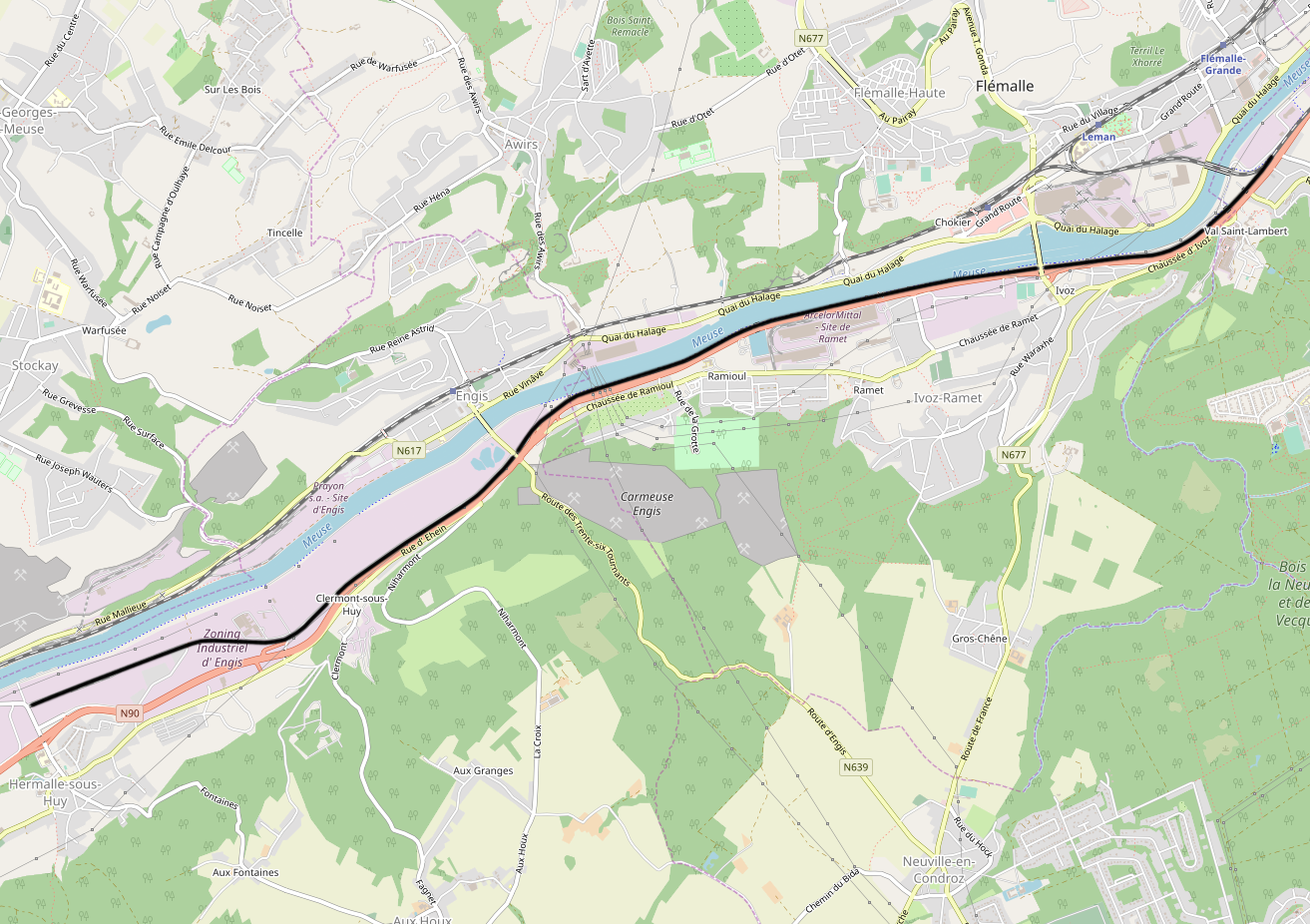
Tracé de la ligne 285

La ligne 285 est une ligne ferroviaire industrielle belge du Val-Saint-Lambert.

## Historique
Au départ la ligne était prévue pour relier la centrale nucléaire de Tihange au Val-Saint-Lambert.[réf. nécessaire]

## Route

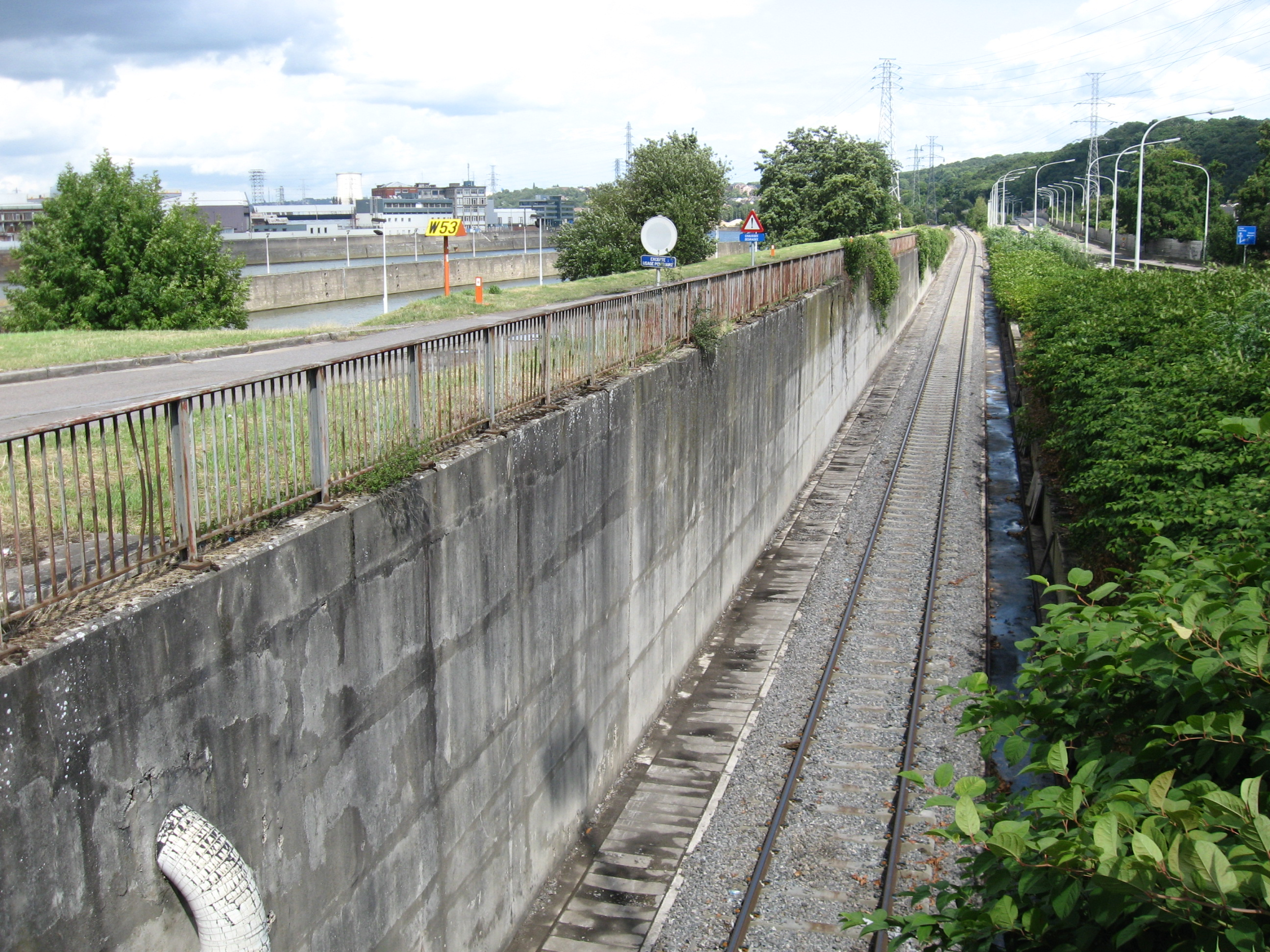
La ligne 285 le long de la Meuse

La ligne 285 est connectée à la ligne 125A (Liège - Flémalle) à l'ouest de Seraing et passe en amont entre la Meuse et la route N90. Elle se termine dans la zone industrielle d'Engis près de Hermalle-sous-Huy. La ligne dessert aussi la zone industrielle au nord de Ivoz-Ramet.